# リファルケ
株式会社リファルケは、東京都千代田区に本社を置き、IT人材支援事業、受託開発、自社サービス提供、地方創生を行っている会社である。

## 概要
東京、北海道、大阪、福岡を中心にIT人材支援事業を展開している。

## 沿革
- 2019年（令和元年） - 東京都千代田区に株式会社ファルケを設立
- 2020年（令和2年） - 本社を別ビルに移転
- 2021年（令和3年） - 資本金を1000万円に増資
- 2022年（令和4年） - 札幌支店開設
- 2022年（令和4年） - 本社を別ビルに移転
- 2023年（令和5年） - 株式会社pharmakeを設立
- 2023年（令和5年） - 大阪支店開設
- 2023年（令和5年） - 福岡支店開設